# 火蓝刀锋
《火蓝刀锋》是2012年首播的中国大陆电视剧，由张国庆执导，杨志刚、郑凯、赫子铭、刘思言等主演。先后在央视八套和央视一套播出。

## 外部連結
- 电视剧《火蓝刀锋》专题 (sina.com.cn) （页面存档备份，存于）